# 绝对唱响
《绝对唱响》是江苏卫视2006年推出的一档原创歌唱配对真人秀比赛节目，2006年至2010年共举办5届，2011年停办。
《绝对唱响》全国歌唱大赛主打“男女选手”配对赛，赛制独唱新颖，2006年－2007年第二届用配对赛形式组合比赛，2008年－2009年为单人比赛，2010年沿用以前的配对赛。
该比赛结束后，江苏卫视还同时推出后续衍生节目《名师高徒》，邀请当红歌手和《绝对唱响》新秀组成“师徒”形式进行PK，其中2009年开始改名叫《绝对唱响.名师高徒》。
从该节目开始出道的中国大陆当红艺人有杨子姗、邓宁、任曦、李金铭、钱韦成、张湘怡、巩新亮、丛浩楠、孟楠等。

## 第一季（2006年）
- 赞助单位：红豆
- 合作公司：当然音乐
- 主持人：陈怡、陆之瑞
- 评委：巫启贤、高凌风、黄舒骏、包小柏、包小松
- 赛区：南京、昆明、西安、北京、武汉、哈尔滨、网络
- 冠军：阳光氧气——任曦、张伟
- 亚军：珏晨组合——王绍珏、丁晨（现改名为丁克森）
- 季军：A-Sky———-邓宁、林青依果
- 殿军：H&B————-廖少俊、耿微
- 第五：卡搞娃娃——臧一人、王庆庆
- 第六：粉色达人——王冠、杨兮
- 全国24强其他选手：祝静、甘霖、马露、杨琳、梁琳、李继松、王冰、阎首睿、宋家腾、王渊洁、夏杰
- 杨子姗在当年的后续节目《名师高徒》中加入并获得全国亚军。
- 获得当然音乐签约的选手：邓宁

## 第二季（2007年）
- 赞助单位：飘柔
- 合作公司：乔杰立家族
- 主持人：陈怡、陆之瑞
- 评委：巫启贤、高凌风、黄舒骏、李明依、包小松
- 赛区：南京、成都、重庆、西安、北京、深圳、武汉、哈尔滨、广州、上海、网络
- 冠军[1]：周晓晓、啸楠
- 亚军：杉籽伽、邱嘉敏
- 季军：陈超尉、胡雯娟
- 殿军：高夏、钱韦成
- 第五：姜洋、张婷
- 第六：顾人麒、张湘怡
- 全国24强其他选手：张涛、李金铭、王高兴、辛慧媛、伏晨、孙新钊、李舜育、刘雅雯、汤群、对儿、黄键、缪以婷
- 获得乔杰立公司签约的选手：刘雅雯、钱韦成

## 第三季（2008年）
- 赞助单位：雪碧
- 合作公司：华谊兄弟
- 主持人：陈怡、陆之瑞
- 评委：巫启贤、高凌风、黄舒骏、李明依、包小松
- 赛区：西安、南京、上海、成都、杭州、武汉、沈阳、济南、北京、天津、广州、大连、珠海、网络、雪碧
- 冠军[2]：朱洁——签约华谊兄弟
- 亚军：王睿——签约华谊兄弟，后发行专辑
- 季军：王艺——签约华谊兄弟
- 殿军：丛浩楠——签约华谊兄弟，后发行专辑
- 第五：唐宁
- 第六：李杨璐
- 全国12强：葛晓倩、陶然、彭靖、李光、孟楠、高炜
- 全国突围赛其他热门选手：王思思、程程、谷微、江映蓉、郁可唯、巩新亮、王思思、eleven组合

## 第四季（2009年）
- 赞助单位：雪碧
- 合作公司：金牌大风
- 主持人：孟非
- 评委：巫启贤、高凌风、黄舒骏、李明依、包小松
- 赛区：西安、南京、上海、成都、杭州、武汉、沈阳、济南、北京、天津、广州、大连、珠海、网络、雪碧
- 冠军[3]：金韩一——签约金牌大风
- 亚军：丁少华——签约金牌大风
- 季军：李巍——签约金牌大风
- 殿军：褚乔
- 第五：任烨
- 第六：李慧
- 全国12强：大熊、张沙沙、朱艳雅、金叶、D-touch、张彬彬
- 全国突围赛其他热门选手：洪辰、丁丁、魏星、文瑶、李恭、赵莹、高宇、郭子渝、樊博
- 当年节目和台湾、香港、马来西亚合作，邀请选手赴台湾踢馆《超级偶像》、香港踢馆《亚洲星光大道》

## 第五季（2010年）
- 赞助单位：雪碧
- 合作公司：无
- 主持人：李响、李好
- 评委：黄舒骏、游鸿明、包小柏、许慧欣、许志安
- 赛区：不设赛区不海选，直接经过媒体推荐、选手自荐、公司推荐等形式挑选选手
- 冠军[4]：丁少华、白若溪
- 亚军：吴文璟、喻佳丽
- 季军：张萱妍、邹容
- 殿军：司徒嘉伟、郭美孜
- 第五：许峰、解昕怡
- 第六：李逸朗、崔怡婧
- 全国24强：陈帅、周童童、叶熙祺、丁爽、吕晶、栗锦、李诗琦、何汶航、周礼虎、刘成吟、王荣俊崎、周圆、方子颖

## 停办原因
江苏卫视推广部的刘原向记者分析：“《绝对唱响》当年为选秀歌手找到了各个唱片公司作为下家，但如今要在歌坛上走红太难，选手们的出路也很不明确。”。